# Изложба „УЛУС графика 1967—1970” (1970)
Изложба „УЛУС графика 1967—1970” се одржала у периоду од 22. до 28. септембра 1970. године у Уметничком павиљону „Цвијета Зузорић”.

## Излагачи
1. Емир Драгуљ
2. Милан Жунић
3. Слободан Иванковић
4. Милорад Доца Јанковић
5. Зоран Добротин Јовановић
6. Бошко Карановић
7. Стеван Кнежевић
8. Марко Крсмановић
9. Богдан Кршић
10. Александар Луковић
11. Душан Микоњић
12. Миодраг Нагорни
13. Александра Паскутини
14. Ратомир Пешић
15. Божидар Продановић
16. Миодраг Рогић
17. Младен Србиновић
18. Милан Станојев
19. Халил Тиквеша
20. Стојан Ћелић
21. Славољуб Чворовић
22. Божидар Џмерковић
23. Кемал Ширбеговић